# ディワイナ
ディワイナ（シンハラ語: දිවයින）とは、スリランカの日刊新聞であり、スリランカの公用語であるシンハラ語が使われている。ウパリ・ニュースペーパーズから発行されている。報道に強い関心を抱いていた実業家のウパリ・ウィジェワルダナによって、日刊英字紙アイランドなどの姉妹紙とともに1981年に創刊された。
ディワイナの日曜版は「サンデー・ディワイナ」のタイトルを冠して発行されている。日刊紙の発行部数は156,000部で、日曜版は340,000部である。